# Christopher Sutton
Christopher Sutton (født 10. september 1984) er en australsk tidligere professionel cykelrytter.